# Rosiny
Rosiny (niem. Rosenfelde) – wieś w Polsce, położona w województwie zachodniopomorskim, w powiecie pyrzyckim, w gminie Przelewice.
Od reformy administracji w 1954 r. należała do gromady Płońsko.  W latach 1962–1968 wieś należała i była siedzibą władz gromady Rosiny, po jej zniesieniu w gromadzie Przelewice. W latach 1975–1998 miejscowość administracyjnie należała do województwa szczecińskiego.
Wieś w formie owalnicy z dużą liczbą budynków z XIX w. 

## Integralne części wsi
| SIMC    | Nazwa    | Rodzaj     |
| ------- | -------- | ---------- |
| 0781470 | Czartowo | przysiółek |

## Zabytek
- Gotycki kościół z XIV w., gruntownie przebudowany w XV w. Naroża wsparte potężnymi przyporami, ściana wschodnia lekko przechylona. Dwa kamienne portale wejściowe, zachodni i południowy, nad fasadą o kilku blendach drewniana wieża z barokowym hełmem latarnianym z 1734. Wewnątrz barokowy ołtarz i gotycka chrzcielnica (obecnie wystawiona za zewnątrz)[5].